# 原子经济性

原子經濟性

原子经济性（Atom economy）是绿色化学中的一个概念，最早于1991年由巴里·特罗斯特提出。它以化学反应中的“原子转化率”来衡量反应的经济程度：
原子經濟性可以寫成：:
{\displaystyle {\text{原子經濟性}}={\frac {\text{目標產物的分子量}}{\text{所有產物的分子量}}}\times 100\%}
如果反应产物是对映异构体之一，为了达到最大的原子经济性，则反应还应具有相当强的立体选择性。反应试剂（如手性辅助剂）是否可以被再利用也是衡量反应原子经济性的标准之一。
原子转化率越高，意味着反应的绿色程度越高，对环境的污染越少，因此原子经济性也越高。原子经济性为100%的反应往往不产生副产物，或副产物可用作原料进行下一轮的反应，因此不会对环境造成损害。坎尼扎罗反应和狄尔斯-阿尔德反应便是接近100%原子经济性的化学反应的例子。
原子經濟性與化學產率(chemical yield)不同，因為高產率過程仍然會產生大量副產品。 例如坎尼扎罗反应（Cannizzaro反应），其中約 50% 的反應物醛變成目標物的另一種氧化態； 维蒂希反应(Wittig) 和 铃木反应(Suzuki 反應)使用的高品質試劑最終會變成廢棄物； 以及加布里尔伯胺合成反应(Gabriel synthesis)，其產生化學計量的邻苯二甲酸鹽。